# 梁丘賀
梁丘 賀（りょうきゅう が、生没年不詳）は、前漢の人。字は長翁。琅邪郡諸県の人。

## 略歴
暗算が得意で、武騎となった。太中大夫京房（魏郡太守京房とは別人）より『易経』を学び、京房が斉郡太守となると田王孫より学んだ。
その後、都司空令となったが罪を得て罷免され庶人となった。
宣帝の時、宣帝は京房が『易経』に明るいと聞き、その門人を捜させ、梁丘賀を見出した。彼は黄門で皇帝の召し出しを待ち、侍中に学問を教えた。宣帝は彼を郎とした。
その後、梁丘賀は易の占いで変事を予見した。任宣の子が宣帝を暗殺しようとするのが発覚すると、宣帝は梁丘賀を重んじ、太中大夫・給事中とし、神爵3年（紀元前59年）には光禄大夫から少府となった。
梁丘賀は官に就いていた時に死亡した。
学統は子の梁丘臨に伝えられ、彼は石渠閣での議論に参加した。また梁丘臨は五鹿充宗や王吉の子である王駿に学統を伝えた。